# Willy Seidel
Willy Seidel (* 15. Januar 1887 in Braunschweig; † 29. Dezember 1934 in München) war ein deutscher Schriftsteller.

## Leben
Willy Seidel war ein jüngerer Bruder der Lyrikerin Ina Seidel und ein Neffe des Ingenieurs und Schriftstellers Heinrich Seidel. Sein Vater Hermann Seidel war Leiter der Chirurgischen Abteilung des Herzoglichen Krankenhauses zu Braunschweig. 1895 zog die Familie nach dem Tod des Vaters von Braunschweig nach Marburg und von dort 1897 nach München. Dort besuchte Willy Seidel das Maximilian-Gymnasium. Nach dem Abitur studierte er an den Universitäten in Freiburg/Breisgau, Jena, Marburg und München; nach fünf Semestern Biologie und Zoologie wechselte er zur Germanistik. 1911 promovierte er in München mit einer Arbeit über Theodor Storm zum Doktor der Philosophie.
Bereits während des Studiums veröffentlichte Seidel belletristische Werke, in denen sich früh seine Vorliebe für exotische Themen äußerte. Die Unterstützung Anton Kippenbergs ermöglichte ihm eine Reise nach Ägypten, die er in dem Roman Der Sang der Sakîje verarbeitete. Durch diesen Roman wurde man im Berliner Auswärtigen Amt auf ihn aufmerksam. 1914 bereiste Seidel in staatlichem Auftrag den Pazifik mit dem Ziel, Material für literarische Kolonialpropaganda zu sammeln. Bei Ausbruch des
Ersten Weltkriegs hielt der Autor sich in der deutschen Kolonie Samoa auf und entging der Internierung durch britische Truppen, welche die Insel sofort besetzten, durch Flucht auf ein Schiff der damals noch neutralen USA.
Seidel verbrachte den gesamten Ersten Weltkrieg in den Vereinigten Staaten. Da sich ihm dort keine Möglichkeit zum Veröffentlichen seiner Texte bot, lebte er während dieser Jahre in großer materieller Not, hinzu kamen noch gravierende gesundheitliche Probleme. Im Juni 1915 heiratete er in New York eine britische Staatsbürgerin, die er während ihres Musikstudiums in München kennengelernt und von Amerika aus brieflich umworben hatte, bis sie ihm in sein Exil folgte. Erst 1919 konnte Seidel nach Deutschland zurückkehren. Seine Ehe, aus der zwei Kinder hervorgegangen waren, war damals bereits zerrüttet und wurde 1923 geschieden; 1924 heiratete er zum zweiten Mal. In den Zwanzigerjahren beschäftigte sich Seidel intensiv mit okkultem Gedankengut, demgegenüber er allerdings stets eine gewisse Distanz bewahrte. 1925 finanzierte ihm der Ullstein Verlag eine Studienreise nach Java. 1929 wurde Seidel der Dichterpreis der Stadt  München verliehen. Nach einem gesundheitlichen Zusammenbruch im Jahre 1931 vermochte der Autor kein weiteres Werk mehr zu vollenden. 
Nach der Machtergreifung der Nationalsozialisten war er einer der 88 Schriftsteller, die im Oktober 1933 das Gelöbnis treuester Gefolgschaft für Adolf Hitler unterzeichnet hatten. Seidel starb ein Jahr später nach einem unfallbedingten, längeren Krankenhausaufenthalt an einem Herzanfall.
Willy Seidels erzählerisches Werk hat mehrere Facetten: In seinen frühen Arbeiten war er als Schilderer ferner Länder ein typischer Vertreter des wilhelminischen Exotismus; allerdings ging Seidel bald darüber hinaus und übte Kritik am Kolonialismus. Die Schilderung seines Amerika-Aufenthalts Der neue Daniel ist ausgesprochen amerikakritisch. In den Zwanzigerjahren schrieb Seidel vorwiegend Romane und Erzählungen, die der phantastischen Literatur zuzurechnen sind. Wegen dieser Werke genießt der ansonsten weitgehend in Vergessenheit geratene Autor auch heute noch in Fachkreisen einiges Interesse. Daneben war Seidel auch Verfasser von satirischen und humoristischen Werken wie der Jenseitsgroteske Der Weg zum Chef und dem Schwabing-Roman Jossa und die Junggesellen.

## Werke (Auswahl)
- Der schöne Tag. München 1908.
- Absalom. Stuttgart 1911.

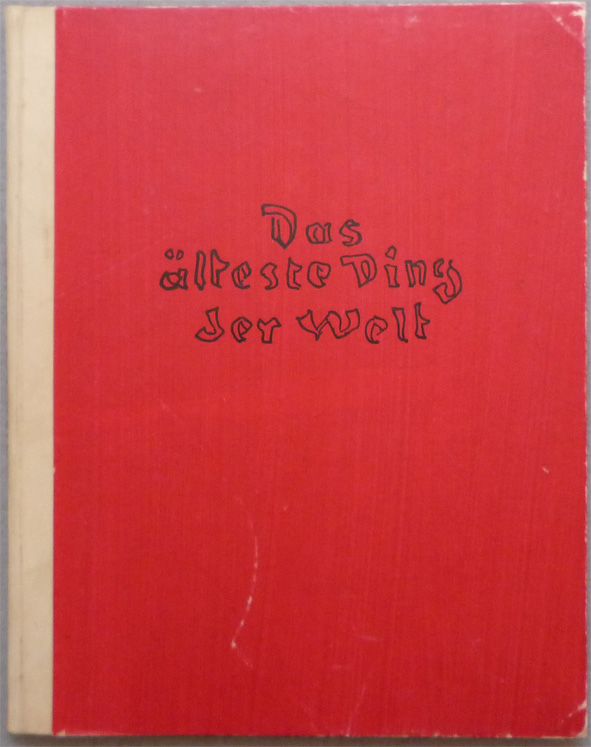
Das älteste Ding der Welt, Originalausgabe in 550 Exemplaren, Musarion Verlag, München 1923

- Die Natur als Darstellungsmittel in den Erzählungen Theodor Storms. München 1911.
- Der Garten des Schuchân. Insel Verlag, Leipzig 1912.
- Der Sang der Sakîje. Insel Verlag, Leipzig 1914.
- Yali und sein weißes Weib. Insel Verlag, Leipzig 1914 (Insel-Bücherei 133/1).
- Der Buschhahn. Insel Verlag, Leipzig 1921.
- Der neue Daniel. Berlin 1921.
- Das älteste Ding der Welt. München 1923.
- Die ewige Wiederkunft. Berlin 1925.
- Der Gott im Treibhaus. München 1925.
- Der Käfig. Berlin 1925.
- Alarm im Jenseits. Berlin 1927.
- Schattenpuppen. München 1927.
- Der Uhrenspuk und andere Geschichten. Berlin 1928.
- Larven. München 1929.
- Die magische Laterne des Herrn Zinkeisen. München 1929.
- Die Himmel der Farbigen. München 1930.
- Jossa und die Junggesellen. München 1930.
- Otto Nückel. München 1930.
- Der Tod des Achilleus und andere Erzählungen. Stuttgart 1936.
- Die Nacht der Würde. München 1941.

## Übersetzungen
- Michael Arlen: Der grüne Hut. Berlin 1927.
- Percival Wilde: Die gefallenen Engel und andere englische Erzähler. München 1931.